# سامانه دید مصنوعی

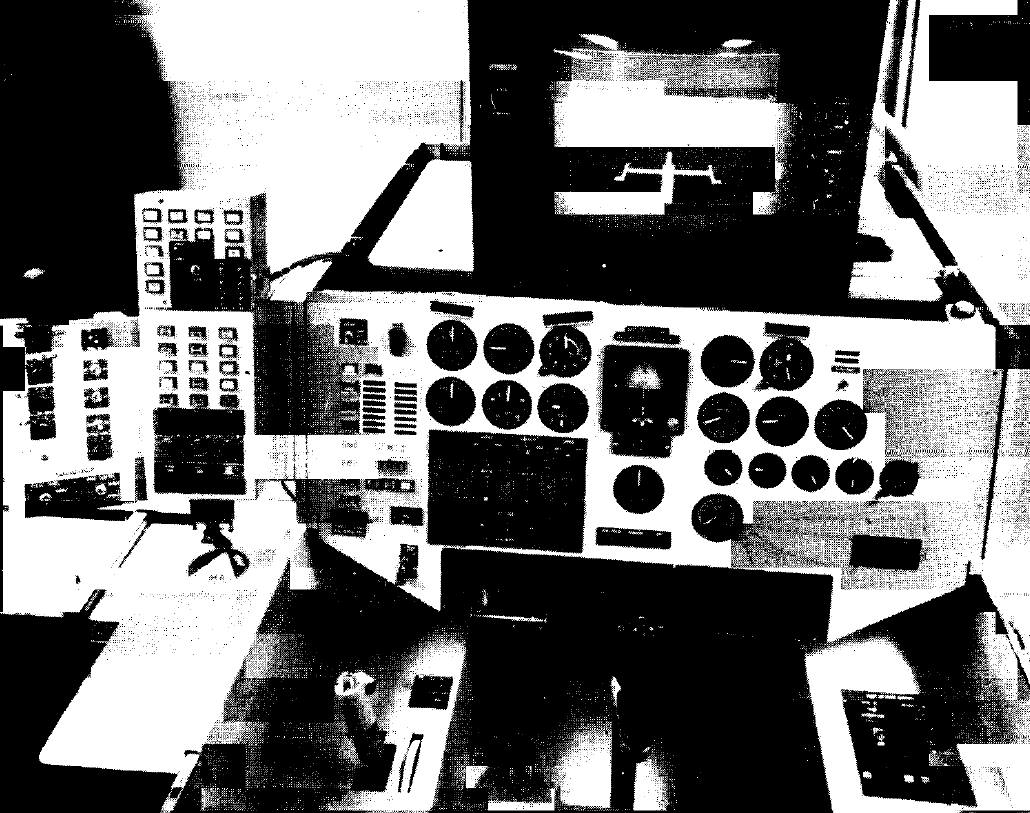
کابین راکول هایمت مجهز به نمایشگر دید مصنوعی محصول ناسا در دهه ۱۹۷۰ میلادی

سامانهٔ دید مصنوعی (به انگلیسی: Synthetic vision system) کوتاه شده به (SVS) یک ابزار واقعیت رایانه‌ای با فناوری گرافیک رایانه‌ای سه‌بعدی است که در هواگردها نصب می‌شود و دید و شناخت مناسبی بر پایهٔ واقعیت در اختیار خلبان می‌گذارد و موجب می‌شود آگاهی موقعیتی او افزایش یابد. این سامانه برای نخستین بار در دهه ۱۹۶۰ میلادی ساخته شد و در هواپیمای گرومن ای-۶ اینترودر به‌کار رفت. سپس در دهه ۱۹۷۰ میلادی سازمان ناسا با همکاری نیروی هوایی آمریکا این سامانه را توسعه داد و در هواپیمای راکول هایمت آزمایش کرد. در دهه ۱۹۸۰ میلادی، شرکت اپل موفق شد یک شبیه‌ساز خلبانی برای نیروی هوایی آمریکا تولید کند. امروزه شبیه‌سازها با نمایشگرهای بسیار باکیفیت رنگی تولید می‌شوند.

## نگارخانه

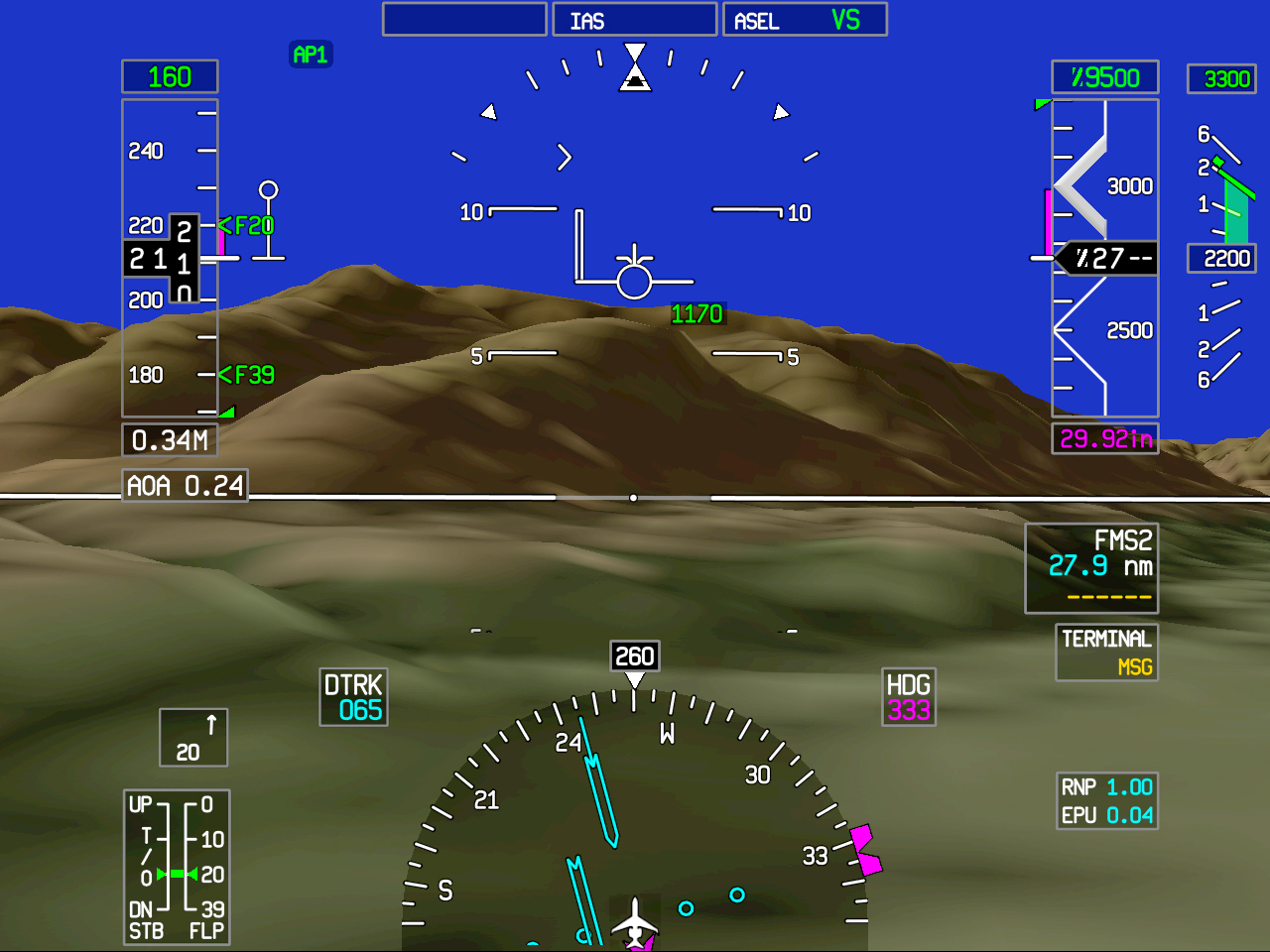
نمایشگر قرن ۲۱ محصول هانی‌ول
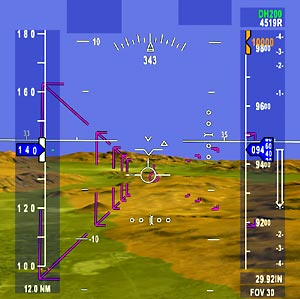
نمایشگر قرن ۲۱ محصول ناسا